# Karelska republikens flagga

Karelska republikens flagga

Karelska republikens flagga antogs den 20 februari 1993. 

## Bildgalleri

Flaggan mellan 1920 och 1922 samt mellan 1941 och 1944 .
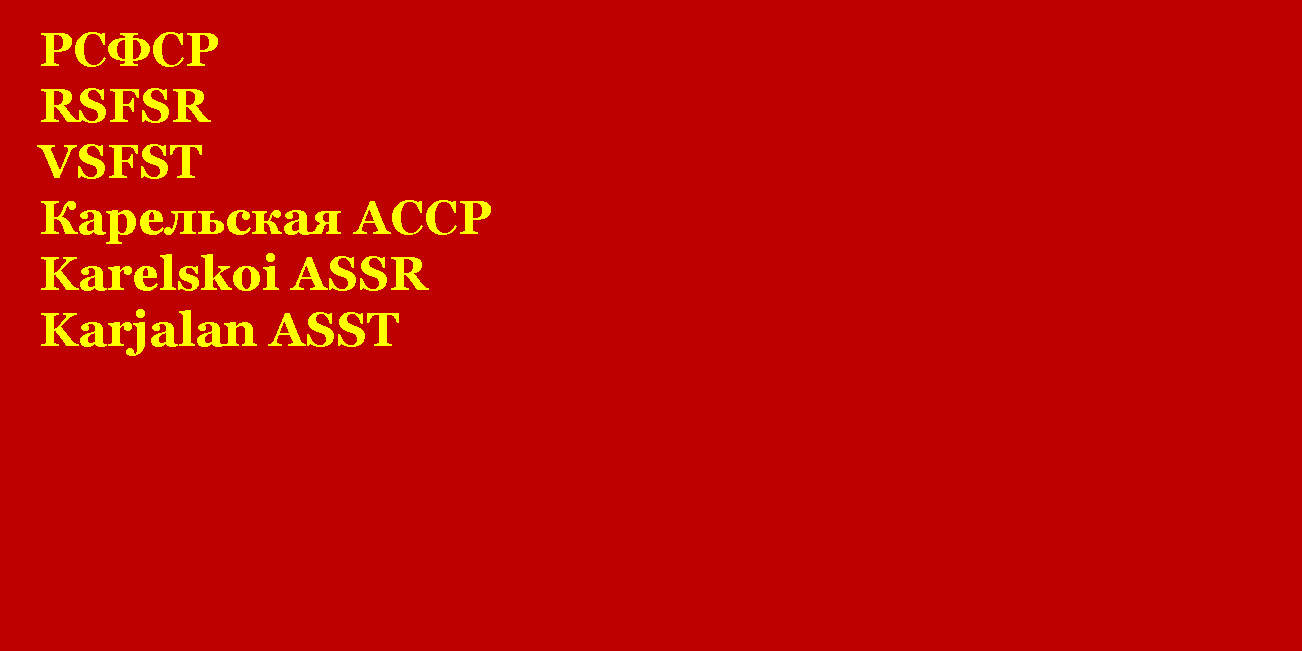
Flaggan mellan 1937 och 1938 .
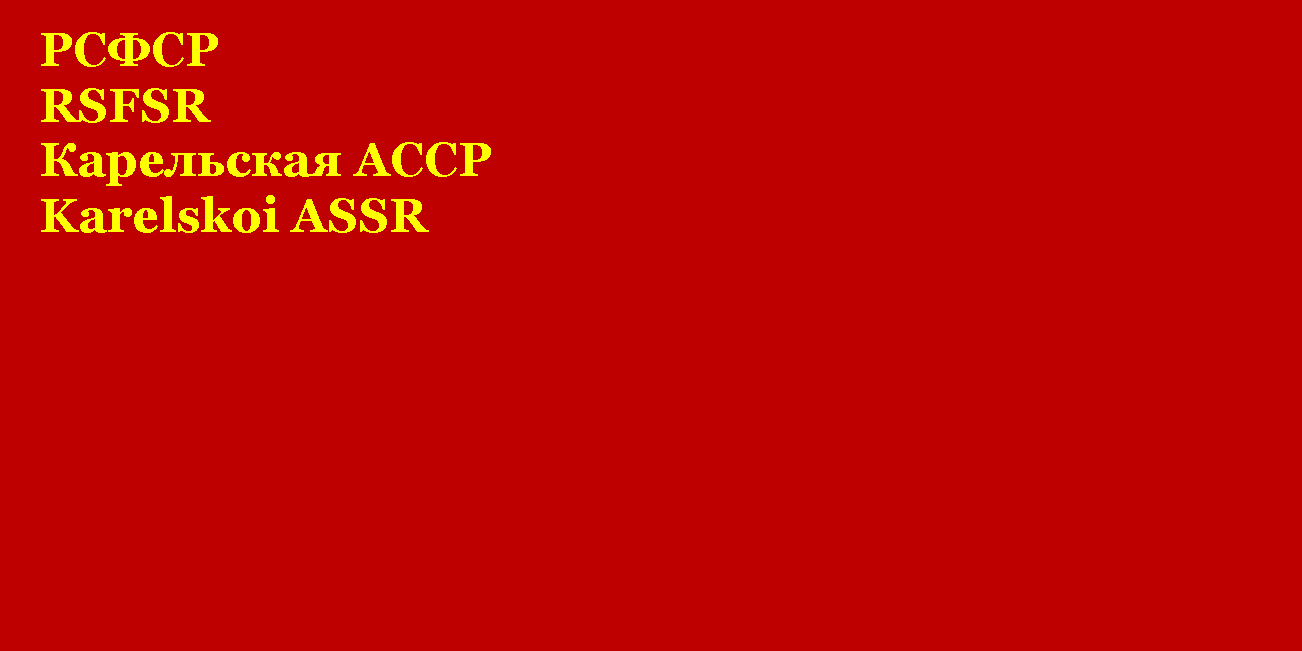
Flaggan mellan 1938 och 1940 .
Karelsk-Finska sovjetrepublikens flagga mellan 1944 och 1953
Karelsk-Finska sovjetrepublikens flagga mellan 1953 och 1956.
Flaggan mellan 1956 och 1978 .
Flaggan mellan 1978 och 1991 .